# Ainara Elbusto
Ainara Elbusto Arteaga (Zurucuáin, 10 de septiembre de 1992) es una ciclista profesional española especialista en critériums. Debutó como profesional en 2010 en el equipo de ciclismo en pista del Reyno de Navarra.

## Biografía deportiva
Pasó de ser una ciclista anónima de ciclismo en pista a destacar internacionalmente cuando participó en la Red Hook Crit, una competición a modo de critérium con bicicletas de piñón fijo fuera de los calendarios profesionales oficiales de la Unión Ciclista Internacional. Este tipo de competiciones es muy típica en Estados Unidos debido a su espectacularidad a ser en circuitos urbanos, y en este caso carreras nocturnas con bicicletas no convencionales, que se ha ido exportando a otros lugares del mundo. Ainara recibió una invitación para participar en la segunda prueba del calendario 2014 en Barcelona y logró sumar tantos puntos que se puso líder, liderato que refrendó en la última prueba en Milán. En el año 2015, con una preparación más específica y saliendo de favorita también logró ganar la competición.
Fuera del ciclismo en pista y critériums ha obtenido victorias en alguna carrera regional de ciclismo en ruta y ocasionalmente es seleccionada por la Selección de España de categoría absoluta para algunas pruebas, incluso debutó como profesional en esa disciplina en 2015 con el Bizkaia-Durango para disputar La Madrid Challenge by La Vuelta; en gran parte debido al tercer puesto obtenido en la Copa de España de Ciclismo.
Aunque su equipo oficial sea el amateur Reyno de Navarra, desde 2016 en Estados Unidos corre con los colores del también equipo navarro profesional del Caja Rural-Seguros RGA por motivos publicitarios. Ese mismo año, en la segunda prueba del Red Hoot Crit disputada en Londres sufrió una avería lo que la obligó a abandonar y perder todas sus opciones de cara dicha competición por tercer año consecutivo ya que solo son cuatro pruebas y no pudo remontar siendo finalmente tercera en la clasificación final.
Al contrario que muchos ciclistas que en la temporada invernal usan el ciclocrós como entrenamiento ella disputa pruebas de mushing, por ejemplo a finales de 2016 fue tercera en el Campeonato de España en la categoría de bikejoring.
En 2017 su equipo, el Reyno de Navarra-WRC-Connor, se renombró por Equipo Bolivia Femenino, como sección del Equipo Bolivia, gracias al patrocinio del Gobierno de Bolivia siendo ella una de las líderes de dicho equipo.

## Palmarés
2015
- 3.ª en el Campeonato de España Scrath
- 3.ª en el Campeonato de España Velocidad por Equipos (haciendo pareja con Gudane Araiz)

## Equipos

### Pista
- Reyno de Navarra (2010-2016)
  - Reyno de Navarra-Telco-Connor (2010-2011)
  - Reyno de Navarra-Telco-M-Connor (2011-2012)
  - Reyno de Navarra-Connor (2012-2013)
  - Reyno de Navarra-WRC-Connor (2013-2016)

### Carretera
- Bizkaia-Durango (2015)[12]
- Bizkaia Durango (2018-2019)
  - Bizkaia Durango-Euskadi Murias (2018)
  - Bizkaia Durango (2019)
- Cronos Casa Dorada[13] (2020)